# Iglesia de San Leonardo de Porto Mauricio
La Iglesia de San Leonardo de Porto Mauricio es un templo católico ubicado en Collipulli, Región de la Araucanía, Chile. Construida en 1897, fue declarada Monumento Nacional de Chile, en la categoría de Monumento Histórico, mediante el Decreto n.º 305, del 20 de mayo de 2013.

## Historia
La presencia franciscana en Collipulli data de 1869 cuando el sacerdote Pacífico Gandolfi fundó Misión Franciscana de San Leonardo de Porto Mauricio, cuya misión era la cristianización y educación de la población de la zona. En enero de 1871 se donaron los terrenos por parte del gobierno, y en 1897 se construyó el templo.
El terremoto de 1960 destruyó el campanario con la imagen de san Francisco, y el terremoto de 2010 inhabilitó su uso público lo que motivó a comenzar los trámites para su declaratoria como monumento nacional, decreto que fue publicado en 2013.

## Descripción
Es una iglesia con fuerte influencia neoclásica de tres naves interiores, que presentan trabajos en madera en sus columnas, bóveda, cornisas, hornacinas y frontones. A su vez, la bóveda y el cielo presenta varias pinturas policromadas características del siglo xix.